# Dolomedes fimbriatus
Espèce
Synonymes
- Araneus fimbriatus Clerck, 1757
- Araneus undatus Clerck, 1757
- Aranea fimbriata Linnaeus, 1758
- Aranea virescens Linnaeus, 1758
- Aranea palustris Linnaeus, 1758
- Aranea schaefferi Scopoli, 1763
- Aranea paludosa De Geer, 1778
- Aranea marginata De Geer, 1778
- Aranea elongata Olivier, 1789
- Aranea elegans Meyer, 1790
- Aranea quatuordecimpunctata Schrank, 1803
- Argyroneta bicolor Risso, 1826
- Dolomedes limbatus Hahn, 1831
- Dolomedes italicus Thorell, 1875

Dolomedes fimbriatus, le Dolomède des marais ou Dolomède bordé, est une espèce d'araignées aranéomorphes de la famille des Dolomedidae.

## Distribution

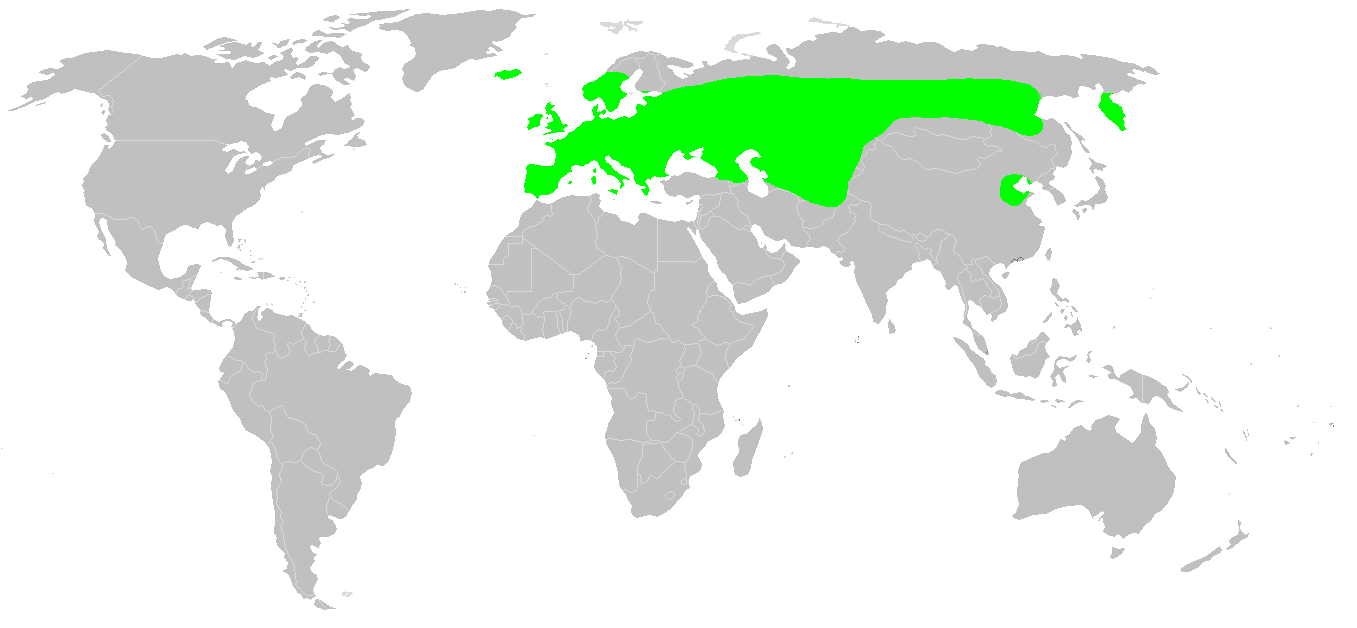
Distribution

Cette espèce se rencontre en Europe, en Russie en Sibérie, en Asie centrale et au Japon.

## Habitat
Cette espèce est très répandue en Europe, mais elle se raréfie du fait de la disparition son habitat car elle vit exclusivement sur les rives d'eaux stagnantes ou à courant où l’écoulement est laminaire.
On peut voir les araignées adulte généralement de mai à août.

## Description
Les mâles mesurent de 9 à 15 mm et les femelles de 9 à 22 mm.

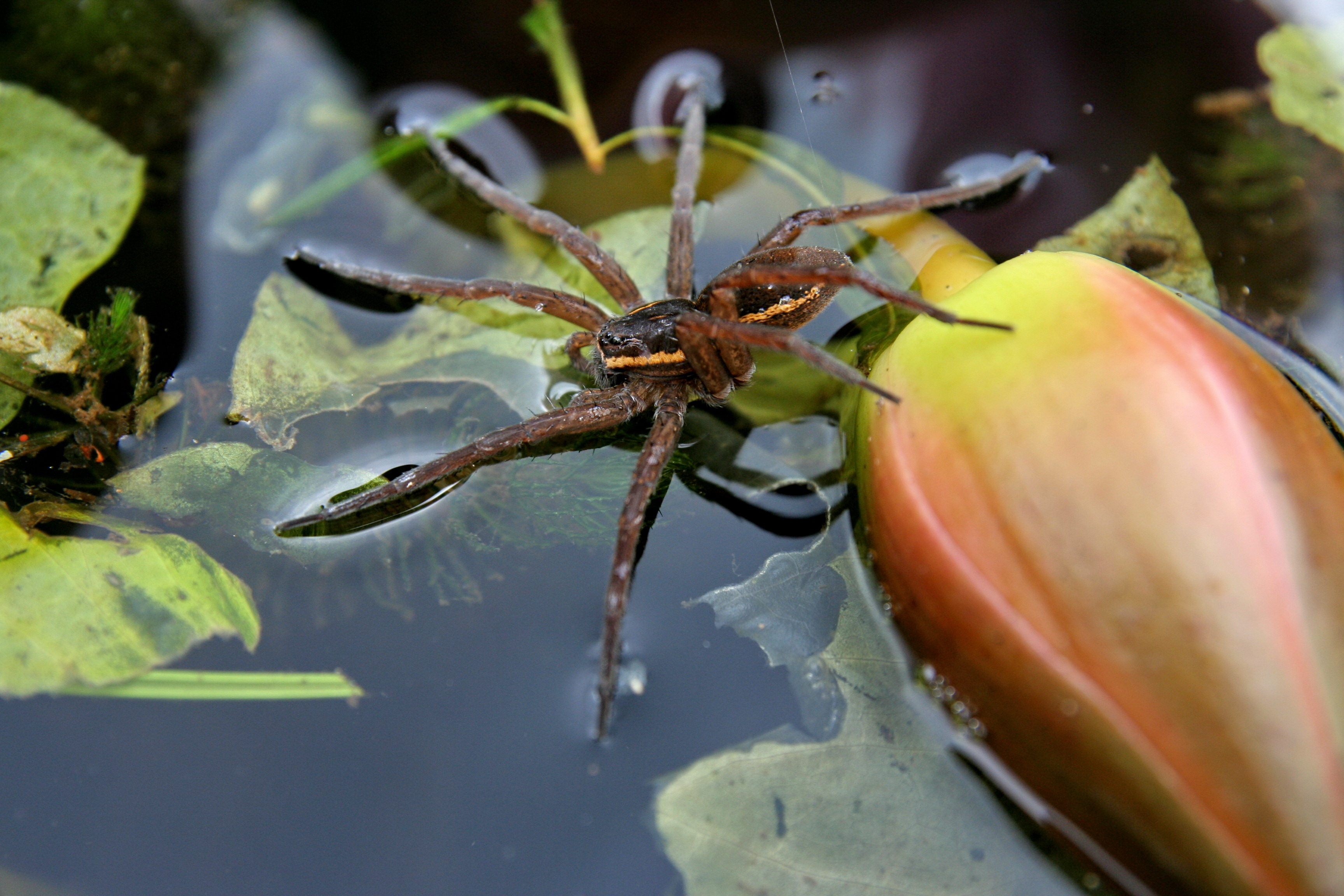
Dolomedes fimbriatus

Le corps sombre est brun avec une bande latérale jaunâtre.
La femelle est un peu plus grande que le mâle. La couleur de fond varie chez les deux sexes du brun-jaune au brun-noir, le corps porte sur les côtés des bandes longitudinales blanchâtres ou jaunâtres.
Les femelles pondent plus d'un millier d'œufs qu'elles répartissent dans deux (parfois plus) cocons verdâtres.

## Mode de vie
Araignée-pêcheuse, elle reste normalement à proximité immédiate de l'eau. Elle est également capable de marcher sur l'eau, voire de plonger.
Elle attrape principalement les insectes qui habitent les plantes des berges, elle peut aussi capturer des têtards, ou même de petits poissons. Vers la fin du printemps le mâle parade longuement en bougeant les pattes antérieures devant la femelle jusqu'à ce qu'elle accepte l’accouplement. Deux à trois semaines après l’accouplement, la femelle commence à tisser des cocons jusqu'à la quatrième semaine dans lesquels elle entoure les œufs. Elle porte les cocons avec elle pendant quelques semaines et les installe dans une toile pouponnière lorsque les jeunes araignées sont prêtes à éclore.
En effet, la résultante de la force de la cohésion de l'eau est supérieure à la force appliquée par l'araignée sur la surface de l'eau.
Elle court ainsi sur l'eau, plonge pour la fuite ou la capture des proies, tout en restant attachée à la végétation semi-submergée (tapis flottants d’Hypericum elodes, petits hélophytes, sphaignes) par les pattes arrière.

## Développement
Les araignées enfants sont surveillées avec soin par leur mère durant leurs premières semaines de vie, elles n'atteignent leur maturité sexuelle qu’au bout de deux ans.

## Systématique et taxinomie
Cette espèce a été décrite sous le protonyme Araneus fimbriatus par Clerck en 1757. Elle est placée dans le genre Dolomedes par Latreille en 1804.
Elle est l'espèce type du genre Dolomedes.
Aranea elegans a été placée en synonymie par Dahl en 1908.
Dolomedes italicus a été placée en synonymie par Renner en 1987.

## Publication originale
- Clerck, 1757 : Svenska spindlar, uti sina hufvud-slågter indelte samt under några och sextio särskildte arter beskrefne och med illuminerade figurer uplyste. Stockholmiae, p. 1-154.